# Danta
Danta är en ort i den indiska delstaten Gujarat, och tillhör distriktet Banaskantha. Folkmängden uppgick till 7 784 invånare vid folkräkningen 2011. Danta var förr huvudort för ett indiskt furstendöme med samma namn (1908-1947).